# San Basilio (Mottola)
San Basilio è l'unica frazione di Mottola, in provincia di Taranto. Si trova nella parte settentrionale del territorio comunale al confine con il comune di Gioia del Colle, sulla strada statale 100 che congiunge Bari con Massafra e poi Taranto.

## Storia
Il nome della frazione probabilmente deriva da una comunità di monaci eremiti basiliani, che in origine erano rifugiati presso i boschi di questa contrada.

## Monumenti e luoghi d'interesse

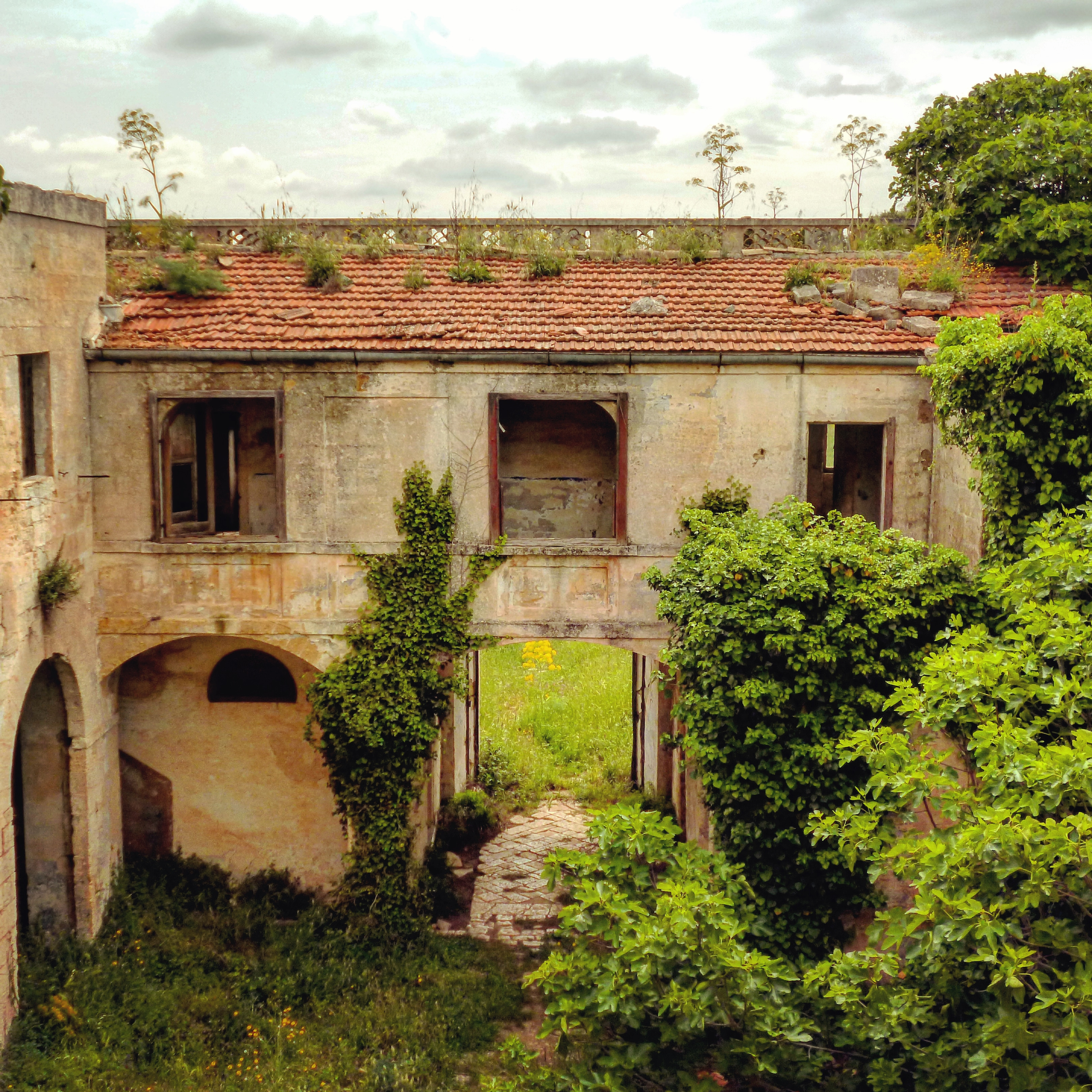
San Basilio, casino del Duca

### Chiesa di San Basilio Magno
La chiesa di San Basilio Magno, realizzata dall'ente di riforma agraria, fu inaugurata l'8 dicembre 1964 e consacrata l'8 novembre 1969.
Ha la forma di un grosso ombrello ottagonale con un campanile a vela con due campane e una grande croce di ferro. L'esterno è in pietra bugnata. All'interno vi sono tre altari, i laterali spalleggiati da vetrate e il centrale, in marmo di Carrara, spalleggiato da un paravento di mattonelle traforate.

### Casino del Duca
Il Casino del Duca è un maniero di epoca seicentesca, appartenuto ai duchi De Sangro.
Nel 1885 Placido de' Sangro fece erigere il Monumento al Cacciatore, in memoria del figlio Riccardo. Il monumento, rappresentava proprio il figlio di Placido de Sangro intento in una battuta di caccia. Secondo alcune tesi, nel 1974 un fulmine colpì la statua, danneggiandola gravemente.

## Economia
La posizione della frazione, ubicata nei pressi dello svincolo autostradale per l'autostrada A14 Bologna-Taranto, ha favorito l'insediamento dell'area industriale del comune di Mottola.